# Badgworth
Badgworth is een civil parish in het bestuurlijke gebied Sedgemoor, in het Engelse graafschap Somerset met 525 inwoners.